# Vereinigung Unbeflecktes Herz Mariens
Die Vereinigung Unbeflecktes Herz Mariens (U.H.M.) (fr.: Coeur Immaculé de Marie (CIM), it.:  Associazione Cuore Immacolato di Maria, Madre della Misericordia) ist auch als Vereinigung Unbeflecktes Herz Mariens, Mutter der Barmherzigkeit oder TUUS TOTUS bekannt. Die Vereinigung von Gläubigen der römisch-katholischen Kirche wurde 1963 in Rouen (Frankreich) gegründet und 1992 durch den Päpstlichen Rat für die Laien als eine internationale Vereinigung päpstlichen Rechts anerkannt. Sie zählt ungefähr 137.000 Mitglieder und ist weltweit in 37 Ländern organisiert.

## Geschichte
Der französische Apostolische Protonotar und Kanoniker der päpstlichen Basilika Santa Maria Maggiore, Monsignore Jehan Dahyot-Dolivet war der geistige Urheber zur Gründung der marianischen Vereinigung. 1963 wurde die Vereinigung Tuus Totus in Rouen gegründet und 1984 durch den Erzbischof von Rouen Joseph Duval bischöflich anerkannt. Die Vereinigung breitete sich unter Jugendlichen und Erwachsenen weit über die Grenzen der Diözese Rouen aus und übernahm auch Missionsarbeiten in Übersee. Am 8. Dezember 1992, dem Fest Maria Empfängnis, wurde die „Vereinigung Unbeflecktes Herz Mariens – Tuus Totus“ als internationale Laienorganisation päpstlichen Rechts anerkannt und im Register aufgenommen.

## Selbstverständnis

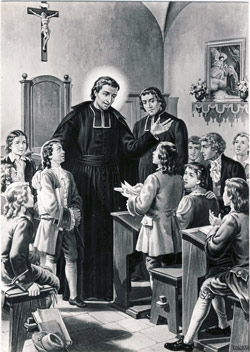
Louis-Marie Grignion de Montfort

„Tuus Totus“ (auch als „Totus Tuus“ bekannt) bedeutet übersetzt „ganz dein / ganz der Deine“. Diese Worte sind der Kern ihrer Spiritualität und drücken die vollkommene Hingabe an Jesus Christus durch Maria aus. Aus diesem Selbstverständnis heraus wird das marianische Gebet, gemeinsam mit dem Rosenkranz gebetet und die Vertiefung des Evangeliums gepflegt. Die geistige Bindung liegt in der Marienverehrung und dem Zusammenhalt der christlichen Familien, die sich nach dem Willen des Zweiten Vatikanischen Konzils ausrichten und in der Spiritualität des heiligen Louis Marie Grignon seine Grundlage findet.
Als wesentliches Ziel definiert die Vereinigung das christliche Leben in die Verantwortung aller zu stellen, und zwar besonders der Kleinsten und der Ärmsten, hierzu gehört die Arbeit in Gebetsgruppen sowie der Kontakt mit kirchlichen Bewegungen, neuen Gemeinschaften und geistlichen Zentren.

## Organisation und Verbreitung
Die Gesamtleitung wird von einem Generalvorsitzenden wahrgenommen, er wird von seinem Stellvertreter unterstützt. Ihren Hauptsitz hat die Vereinigung in Bordeaux. Die kleinsten Zellen der Vereinigung sind die örtlichen Gebetsgruppen. Die Mitgliedschaften unterteilen sich in Vollmitglieder und assoziierte Mitglieder. Zu den Vollmitgliedern und assoziierten Mitgliedern zählen Ordensgemeinschaften, kirchliche Werke und Einzelpersonen (Laien, Priester und Ordensleute), die im vollständigen Sinne von Tuus Totus handeln und ihr Leben in den Dienst der heiligen Mutter Gottes stellen. Beide Mitgliedergruppen verpflichten sich für eine persönliche Zugehörigkeit. Die Vereinigung zählt ungefähr 137.000 Mitglieder in 37 Ländern, davon in Afrika 14, in Asien 6, in Europa 8, in Nordamerika 4, in Ozeanien 1 Land und in Südamerika 4 Länder. 